# Nizozemsko na Zimních olympijských hrách 1972
Nizozemsko na Zimních olympijských hrách 1972 reprezentovalo 11 sportovců (5 mužů a 6 žen) v 2 sportech.

## Medailisté
| Medaile | Jméno                      | Sport          | Disciplína    |
| ------- | -------------------------- | -------------- | ------------- |
| Zlato   | Ard Schenk                 | Rychlobruslení | Muži 1 500 m  |
| Zlato   | Ard Schenk                 | Rychlobruslení | Muži 5 000 m  |
| Zlato   | Ard Schenk                 | Rychlobruslení | Muži 10 000 m |
| Zlato   | Stien Baasová-Kaiserová    | Rychlobruslení | Ženy 3 000 m  |
| Stříbro | Kees Verkerk               | Rychlobruslení | Muži 10 000 m |
| Stříbro | Atje Keulenová-Deelstraová | Rychlobruslení | Ženy 1 000 m  |
| Stříbro | Stien Baasová-Kaiserová    | Rychlobruslení | Ženy 1 500 m  |
| Bronz   | Atje Keulenová-Deelstraová | Rychlobruslení | Ženy 1 500 m  |
| Bronz   | Atje Keulenová-Deelstraová | Rychlobruslení | Ženy 3 000 m  |